# Tina Turner

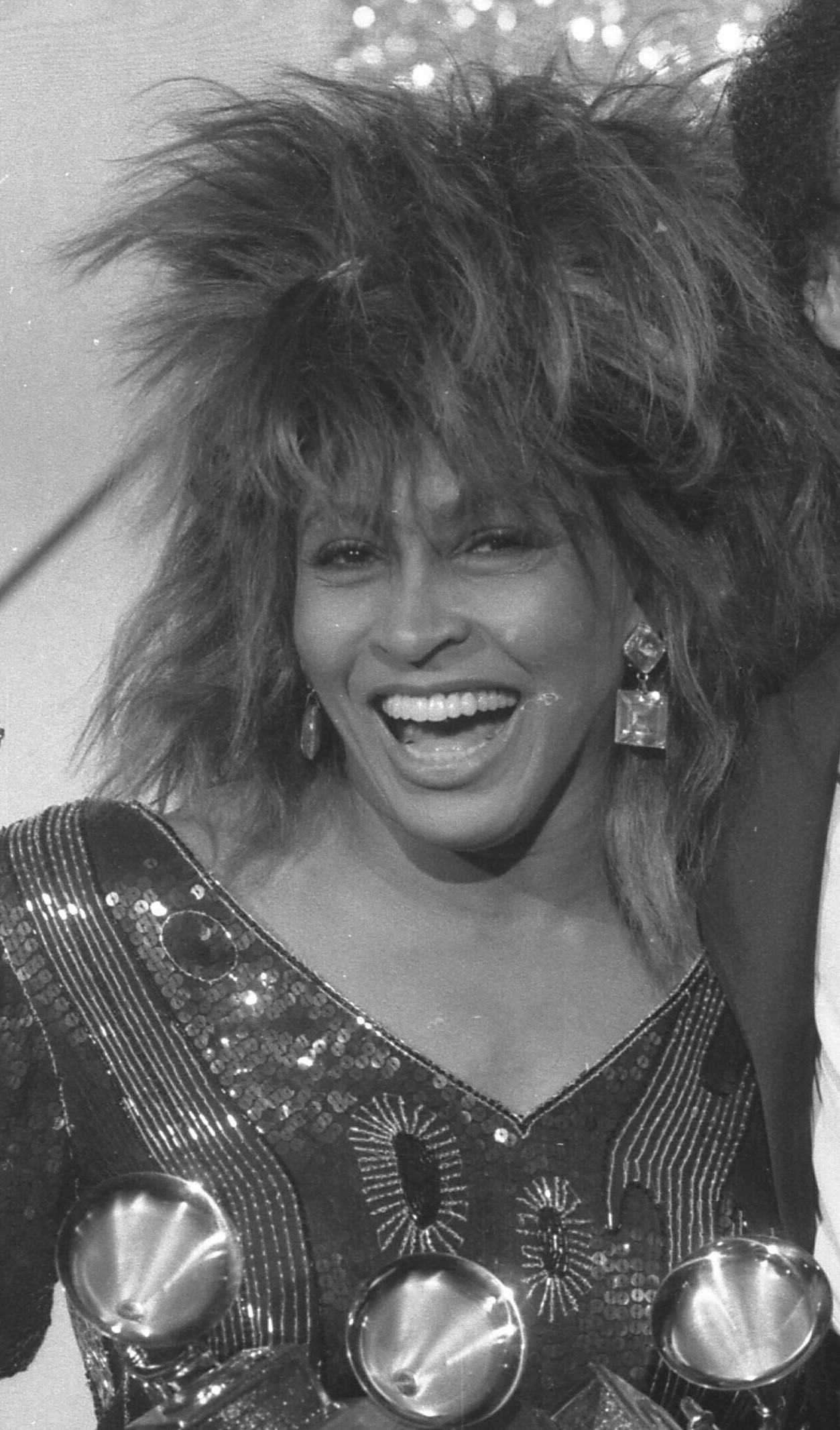
Tina Turner (1985)

Tina Turner (* 26. November 1939 als Anna Mae Bullock in Brownsville, Tennessee; † 24. Mai 2023 in Küsnacht, Schweiz) war eine US-amerikanische Sängerin und Schauspielerin. Als sie 2013 Schweizerin wurde, gab sie die US-Staatsbürgerschaft auf.
In den 1960er Jahren bildete sie mit ihrem damaligen Mann Ike Turner das Rhythm-and-Blues-Duo Ike & Tina Turner. Nach der Scheidung startete sie in den 1980er Jahren eine Solokarriere und wurde mit über 180 Millionen verkauften Tonträgern zur „Queen of Rock ’n’ Roll“. Tina Turner gilt als eine der erfolgreichsten und einflussreichsten Sängerinnen und war stilbildend in Soul, Rock und Pop. Das Album Private Dancer aus dem Jahr 1984 war ein Meilenstein in ihrer Laufbahn. Der Song What’s Love Got to Do with It, der ihr mehrere Grammy Awards einbrachte, wurde zu einem ihrer größten Hits.

## Kindheit und Jugend
Anna Mae Bullock wurde 1939 in Tennessee als jüngere von zwei Töchtern des afroamerikanischen Ehepaars Zelma Currie (1918–1999) und Floyd Richard Bullock (1912–1967), einem Baptisten-Diakon, geboren. Sie kam im Untergeschoss des Haywood Memorial Hospital in Brownsville zur Welt, das zum Zweck der Rassentrennung für Afroamerikaner bestimmt war.
Die ersten Erfahrungen als Sängerin sammelte sie als Kind im Chor der baptistischen Kirche in Nutbush, wo sie aufwuchs. Nach einer schwierigen Zeit, während ihre Eltern sich trennten und sie bei ihrer Großmutter lebte, zog sie 1955 zu ihrer Mutter und der älteren Schwester nach St. Louis.

## Ike & Tina Turner

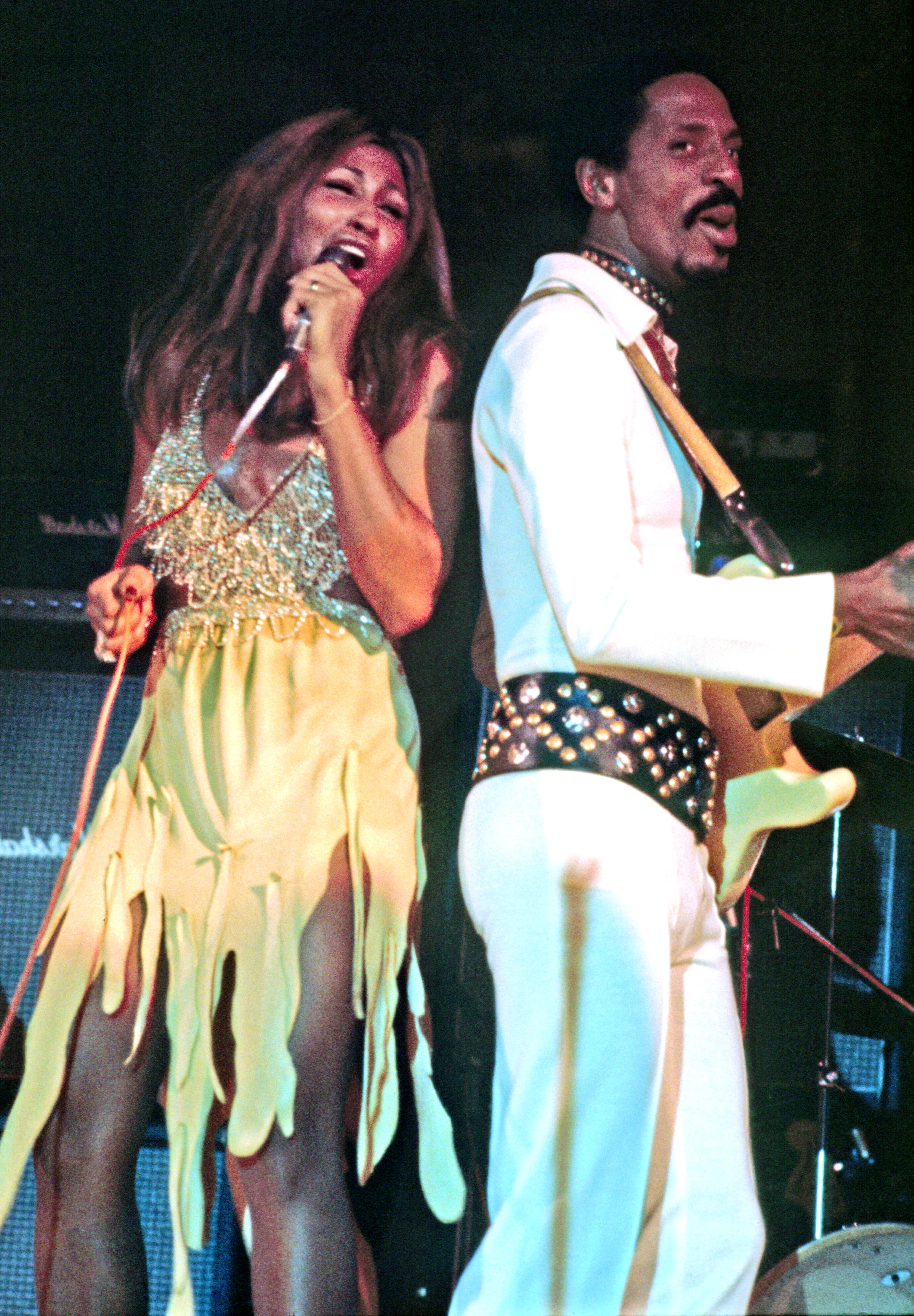
Ike & Tina Turner (1972)

1958 lernte sie dort Ike Turner mit seiner Band Kings of Rhythm kennen und wurde deren Backgroundsängerin. 1960 nahmen sie das Lied A Fool in Love auf. Sie sprang dabei kurzfristig als Solosängerin ein, da der vorgesehene Sänger Art Lassiter ausfiel. Der Titel schaffte es im August 1960 auf Platz 27 der US-Charts.
Aus Gründen der Promotion gab Ike ihr daraufhin den Künstlernamen Tina und benannte seine Band in Ike & Tina Turner um. Tina und Ike, die inzwischen auch eine Liebesbeziehung verband, gingen in der Folge mit der Ike & Tina Turner Revue auf Tournee, zunächst in den USA, später auch durch Europa und Australien. 1962 heirateten sie im mexikanischen Tijuana.
Die Revue war viele Jahre sehr erfolgreich, auch finanziell. Die Turners gingen als Vorgruppe mit der britischen Rockband The Rolling Stones auf Tournee, und Tina Turner nahm 1966 mit dem Produzenten Phil Spector die in Großbritannien erfolgreiche Single River Deep – Mountain High auf, wodurch Ike & Tina Turner in Europa wesentlich bekannter wurden. 1972 erhielten Ike und Tina Turner einen Grammy Award in der Kategorie „Best R&B Performance by a Duo or Group with Vocal“ für ihre Darbietung des Songs Proud Mary.
Der Song Nutbush City Limits aus dem Jahr 1973, den Tina Turner geschrieben hatte, erreichte Platz 2 der deutschen Singlecharts und hielt sich 26 Wochen in der Hitparade. 1975 spielte sie in der Rolle der Acid Queen in der Verfilmung der Rockoper Tommy von The Who mit. Parallel zu ihrem wachsenden musikalischen Erfolg häuften sich die Eheprobleme mit Ike Turner, und sie litt viele Jahre unter der häuslichen Gewalt durch ihren Ehemann. Nach schweren Misshandlungen verließ sie 1976 ihren Mann und beantragte die Scheidung, die 1978 rechtskräftig wurde. Tina Turner versteckte sich damals unter anderem mit einem kleinen Koffer und 20 Dollar in der Tasche für einen knappen Monat bei einem befreundeten Ehepaar in Stuttgart.
In der Scheidungsverordnung übernahm Tina Turner die Verantwortung für versäumte Konzerttermine sowie ausstehende Steuerschulden. Sie behielt die Autorenlizenzen für die eigenen Songs sowie zwei Autos, Pelze und Schmuck. 1991 wurden Ike und Tina Turner in die Rock and Roll Hall of Fame aufgenommen, 2021 folgte die Aufnahme Tina Turners als Einzelkünstlerin.

## Solokarriere

### Anfänge
Tina Turner konnte als Solokünstlerin nicht direkt an die Erfolge der Band anknüpfen. Sie verdiente ihr Geld durch verschiedene Tourneen, deren Konzerte allerdings meist in kleinen Räumlichkeiten vor oft nur wenigen hundert Zuschauern stattfanden. Das 1978 erschienene Album Rough verkaufte sich schlecht, ebenso das ein Jahr später erschienene Love Explosion. Auf diesen Alben unternahm sie musikalisch unter anderem Ausflüge in die Disco-Musik.
Mit ihren Bühnenprogrammen, insbesondere den Nice-’n’-Rough-Konzerten der frühen 1980er Jahre, arbeitete sie sich allmählich nach oben. Unterstützt wurde sie dabei ab 1979 von ihrem neuen Manager, dem Musikproduzenten Roger Davies, der es sich zum Ziel gesetzt hatte, Turner aus ihrem Karrieretief herauszubringen. Die Shows fanden beim Publikum großen Anklang, und auch namhafte Berufskollegen wurden auf sie aufmerksam. In der Folge hatte sie Gastauftritte unter anderem bei Tom Jones, Rod Stewart und später bei David Bowie, und spielte im Vorprogramm bei einigen Konzerten der Rolling Stones in den USA. Die großen Plattenlabel aber betrachteten Tina Turner zunächst noch als einen kaum vermarktbaren Altstar.

### 1980er und 1990er Jahre

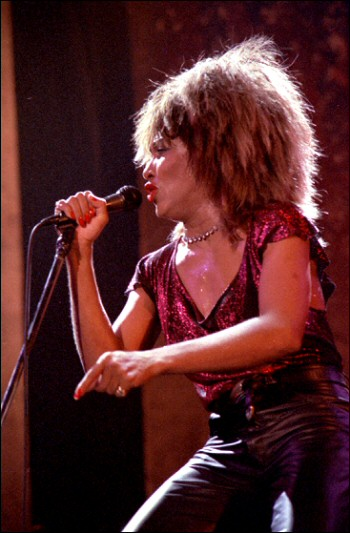
Tina Turner (1985)

1982 beteiligte sich Turner als einer von mehreren Gaststars am Album Music of Quality and Distinction der Gruppe British Electric Foundation (B.E.F.), die aus Mitgliedern der Band Heaven 17 bestand. Ihre Version des Songs Ball of Confusion auf diesem Album wurde überraschend ein Hit in Norwegen und erreichte in den dortigen Charts Platz 5.
Dieser Erfolg und vor allem ihre gesangliche Leistung überzeugten die Produzenten. Bei Capitol Records in London nahm sie unter Mitwirkung von B.E.F. eine Coverversion des Al-Green-Songs Let’s Stay Together auf, die 1983 als Single erschien. Das Stück wurde in vielen europäischen Ländern ein Hit und erreichte beispielsweise in England Platz sechs. Etwas später erreichte der Song in den USA Platz 26 der Singlehitparade und Platz drei der R&B-Charts. Daraufhin beschloss Capitol Records, ein ganzes Album mit Turner zu produzieren.
Das Album Private Dancer wurde 1984 veröffentlicht. Gleich die erste Single-Auskopplung What’s Love Got to Do with It kletterte auf Platz eins der Billboard-Charts. Im Februar 1985 erhielt sie drei Grammy Awards für die beste weibliche Gesangsdarbietung, für die Schallplatte des Jahres (jeweils What’s Love Got to Do with It) und für die beste weibliche Rockgesangsdarbietung (Better Be Good to Me).
1985 spielte Turner die Rolle der Aunty Entity im Film Mad Max – Jenseits der Donnerkuppel (Mad Max – Beyond Thunderdome mit Mel Gibson). Schon Jahre zuvor hatte sie sich als großen Fan der Mad-Max-Reihe bezeichnet und in ihrer Biografie Ich, Tina den Film Mad Max II – Der Vollstrecker ihren Lieblingsfilm genannt. Mit dem Titelsong We Don’t Need Another Hero hatte sie 1985 einen Nummer-eins-Hit in Deutschland. Im selben Jahr sang sie bei der Wohltätigkeitssingle We Are the World mit und startete ihre erste Europatournee.
1986 folgte das Album Break Every Rule, das kommerziell sehr erfolgreich war. Der erste Teil wurde ausschließlich von Terry Britten (What’s Love Got to Do with It) geschrieben und produziert. Er enthält die Hitsingles Typical Male, Two People und What You Get Is What You See. Der zweite Teil des Albums enthält unter anderem Songs von Bryan Adams (Back Where You Started) und von Rupert Hine (Break Every Rule). Kurz nach Erscheinen des Break-Every-Rule-Albums wurde das von Tina Turner und Kurt Loder verfasste Buch Ich, Tina – Mein Leben veröffentlicht.
1988 trat Turner im Maracanã-Stadion in Rio de Janeiro vor 188.000 Zuschauern auf, was ihr einen Eintrag ins Guinness-Buch der Rekorde als Solokünstlerin mit dem größten Konzertauftritt bescherte. Nachdem sie bei der Veröffentlichung des Live-Doppel-Albums Live in Europe angekündigt hatte, weniger auf Tour zu gehen und sich aus dem Musikbusiness zurückzuziehen, veröffentlichte sie 1989 ihr nächstes Album mit anschließender „Farewell“-Tour: Foreign Affair. Bluesige Stücke (Steamy Windows, Undercover Agent for the Blues) mit Tony Joe White wechseln sich mit Mainstream-Popproduktionen ab. Die Tour führte sie durch Europa und war ein großer Erfolg. Turner hielt damals für kurze Zeit den Rekord für die umsatzstärkste Tournee der Welt – bis die Rolling Stones diesen Rekord 1989 mit ihrer Steel-Wheels-Tour übernahmen.
1992 erschien der biografische Film Tina – What’s Love Got to Do with It? sowie als Album der entsprechende Soundtrack. Neben neuen Songs, darunter I Don’t Wanna Fight, nahm Turner dafür auch die alten Hits aus der Zeit von Ike & Tina Turner neu auf. Zu Werbezwecken ging sie 1993 hauptsächlich in den USA auf Tournee, aber auch in Europa fanden sechs Auftritte statt: viermal bei Rock over Germany und je ein Auftritt in Basel und Wien. 1995 sang sie das Titellied zum James-Bond-Film GoldenEye. Dieses ist auch auf dem 1996 erschienenen Album Wildest Dreams enthalten. 1999 veröffentlichte sie mit Twenty Four Seven ihr letztes reguläres Album.

### Ab 2000
Im März 2000 startete Turner im Target Center in Minneapolis mit ihrer zehnten Welttournee 24/7 Tour, die Anfang Dezember 2000 in Anaheim im kalifornischen Orange County endete.
Die 24/7 Tour machte aber auch im Juli 2000 einen Stopp im Wembley-Stadion. "One Last Time Live in Concert". 
Im Herbst 2004 erschien mit Open Arms eine neue Single, die mit zwei weiteren bisher unveröffentlichten Liedern auf Turners zweiter Greatest-Hits-Sammlung All the Best zu finden ist. 2005 sollte sie in dem Film The Goddess die Rolle der indischen Göttin Kali spielen; der Film wurde jedoch nach dem Tod des Produzenten und Regisseurs Ismail Merchant nicht fertiggestellt. Im April 2006 erschien die Single Teach Me Again, die Turner mit der italienischen Sängerin Elisa Toffoli aufnahm. 2007 sang sie auf Herbie Hancocks CD River: The Joni Letters den Song Edith and the Kingpin.
Bei der Gala der Grammy Awards 2008 im Februar 2008 war Turner mit Beyoncé zu sehen. Einen Tag danach trat sie bei der Feier des russischen Energiekonzerns Gazprom zu dessen 15. Jahrestag in Russland auf. Als Abschluss des fünfstündigen Konzerts sang sie unter anderem ihre Hits Private Dancer und The Best.
Bei der Aufzeichnung der Oprah Winfrey Show gab Turner im April 2008 bekannt, erneut auf Tour zu gehen. Die Tina!: 50th Anniversary Tour begann im Oktober 2008 in Nordamerika, der Vorverkauf der Karten startete im Mai. Das Eröffnungskonzert in Kansas war nach zwei Minuten ausverkauft.
Wegen der guten Vorverkäufe wurde die Zahl der Deutschlandkonzerte der Tour 2009 von ursprünglich angesetzten sieben auf sechzehn erhöht. Der erste Auftritt fand im Januar in der Kölnarena statt. Auch hier wurde Turner wieder von John Miles unterstützt. Mit dem 90. Auftritt der laufenden Tour, einem Nachholtermin in Sheffield, beendete Turner im Mai 2009 im Alter von 69 Jahren ihre Bühnenkarriere.
Wie Turner schon in ihrer Autobiografie Ich, Tina (1985) angekündigt hatte, wollte sie nach ihrer Karriere als Sängerin das spirituelle Wissen, das ihr im Leben geholfen habe, an andere weitergeben. So brachte sie im Juni 2009 gemeinsam mit der Yoga-Lehrerin und Musiktherapeutin Regula Curti und der Mantra-Sängerin Dechen Shak-Dagsay das Album Beyond heraus. Es enthält spirituelle, buddhistische und christliche Gesänge. Die gesamten Einnahmen wollten die Künstlerinnen in den Frieden zwischen verschiedenen Kulturen und Spiritualität fördernde Projekte in Erziehung, Bildung und Forschung für Kinder und Jugendliche fließen lassen.
Im Oktober 2011 erschien das Album Children Beyond. Es enthält von Kindern gesungene spirituelle Gesänge und Mantras aus unterschiedlichen Religionen. An dem Album beteiligten sich wiederum die Christin Regula Curti und die gebürtige tibetische Buddhistin Dechen Shak-Dagsay mit Gesang sowie Tina Turner – die ebenfalls praktizierende Buddhistin war – mit Gesang und Vortrag. Im Juni 2014 erschien Love Within – Beyond, das dritte Album der Beyond-Reihe. Für dieses wurde das Team um die Inderin Sawani Shende-Sathaye erweitert, die auf allen Titeln des Albums als Interpretin genannt wird.

### Bühnenadaption der Biografie

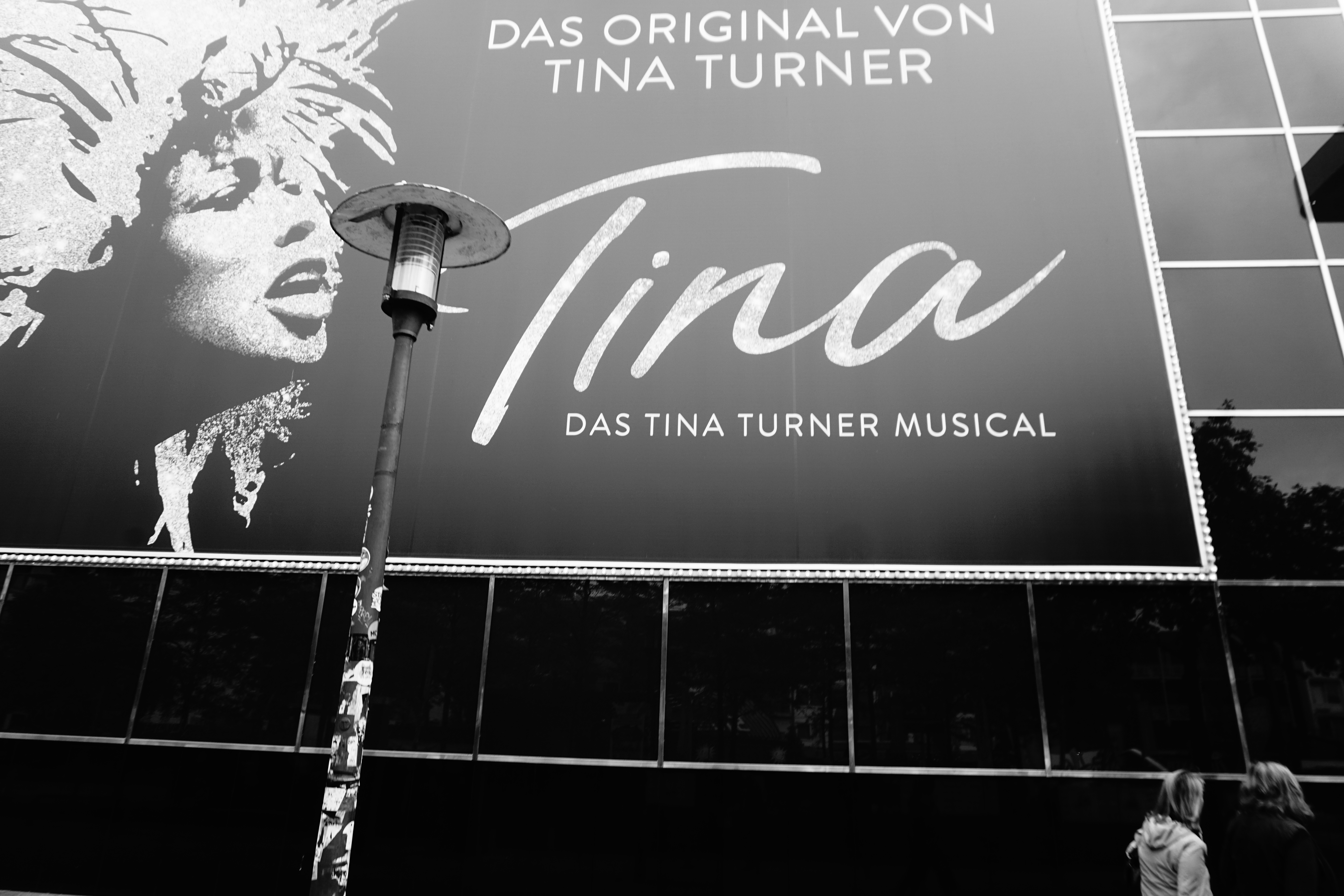
Tina – Das Tina Turner Musical, Operettenhaus, Reeperbahn, Hamburg

Im Frühjahr 2018 hatte das Jukebox-Musical Tina – The Tina Turner Musical im Londoner Aldwych Theatre Premiere. Es wurde von Tina Turner autorisiert und mitgestaltet. Im März 2019 feierte es auf der Hamburger Reeperbahn im Operettenhaus seine Deutschlandpremiere.
Im Oktober 2021 verkaufte sie ein umfangreiches Portfolio an Musik-, Namens- und Bildrechten an die BMG. Der Kaufpreis soll laut BBC mehr als 50 Millionen Dollar betragen haben.

## Privatleben

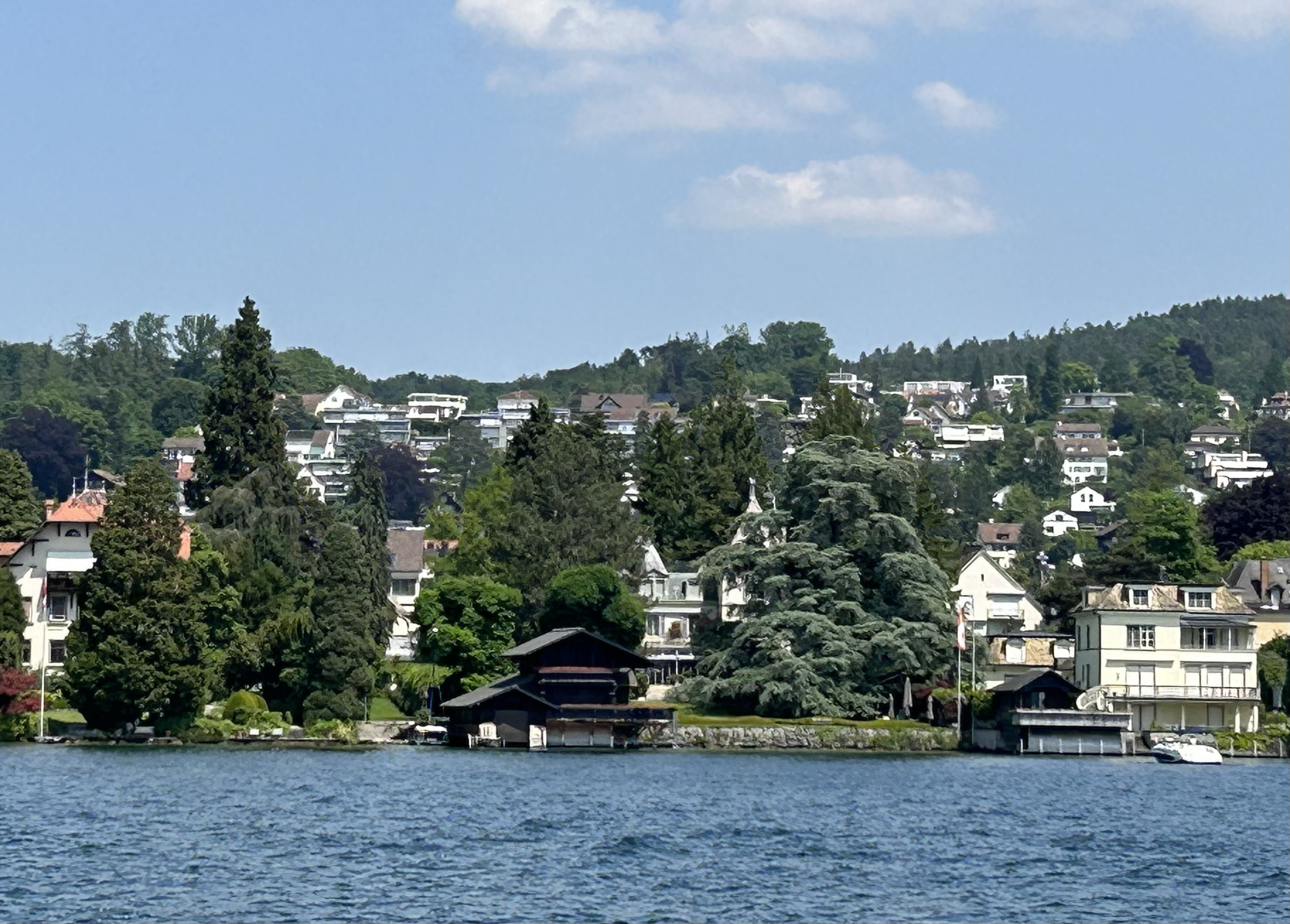
In der Bildmitte halb hinter den Bäumen die Villa Algonquin in Küsnacht (2023)

Turner hatte zwei leibliche Söhne: Craig (1958–2018, gestorben durch Suizid) stammte aus einer Affäre mit dem Saxofon-Spieler Raymond Hill. Ronald „Ronnie“ Renelle (1960–2022) war das einzige Kind aus der Ehe mit Ike Turner. Ike Jr. (* 1958) und Michael (* 1960) stammen aus der Beziehung von Ike Turner mit Lorraine Taylor und wurden von Tina Turner adoptiert.
Ab 1986 war Turner mit dem deutschen Musikmanager Erwin Bach liiert. Das Paar wohnte zunächst einige Jahre in Köln in der Villenkolonie Köln-Marienburg. 1994 wurde Bach Chef des Plattenlabels EMI Schweiz in Zürich, und sie zogen 1995 dauerhaft in die Schweiz. 1998 mieteten sie die Villa Algonquin (Château Algonquin) in Küsnacht am Zürichsee.
Im Januar 2010 wurde Turner mit den SwissAward in der Kategorie Show ausgezeichnet. Sie sagte in einem Interview, dass sie stolz sei, den Preis als Nichtschweizerin erhalten zu haben, sie fühle sich mit der Schweiz verbunden. Im Januar 2013 wurden ihr das Kantonsbürgerrecht und die eidgenössische Einbürgerungsbewilligung erteilt, wodurch sie Schweizerin wurde.
Im Oktober 2013 gab Turner ihre US-amerikanische Staatsangehörigkeit auf. Gegenüber einer englischsprachigen Schweizer Online-Zeitung bestätigte ihre Pressesprecherin, der Verzicht stehe im Zusammenhang mit den verschärften Regeln der US-Behörden zur Besteuerung von im Ausland lebenden US-Amerikanern. Ihr Vermögen wurde 2022 vom Schweizer Wirtschaftsmagazin Bilanz auf 225 Millionen Schweizer Franken geschätzt.
2013 heirateten Tina Turner und Erwin Bach zunächst standesamtlich in ihrer Wohngemeinde Küsnacht. Am 21. Juli 2013 wurde auf ihrem Anwesen am Zürichsee eine buddhistische Hochzeitszeremonie gefeiert. Turner war Anhängerin der neuen religiösen Bewegung Sōka Gakkai.
Anlässlich ihres 75-jährigen Geburtstags schenkte sie ihrer neuen Heimatgemeinde die Weihnachtsbeleuchtung «Golden Twig» – goldener Zweig. 2021 kaufte das Ehepaar in der Ortschaft Uerikon für 70 Millionen Schweizer Franken das Landgut Steinfels. Sie wollten das Anwesen als «neues Wochenendrefugium in unmittelbarer Nähe» nutzen. Einen weiteren Wohnsitz unterhielt das Ehepaar in Villefranche-sur-Mer an der Côte d’Azur.

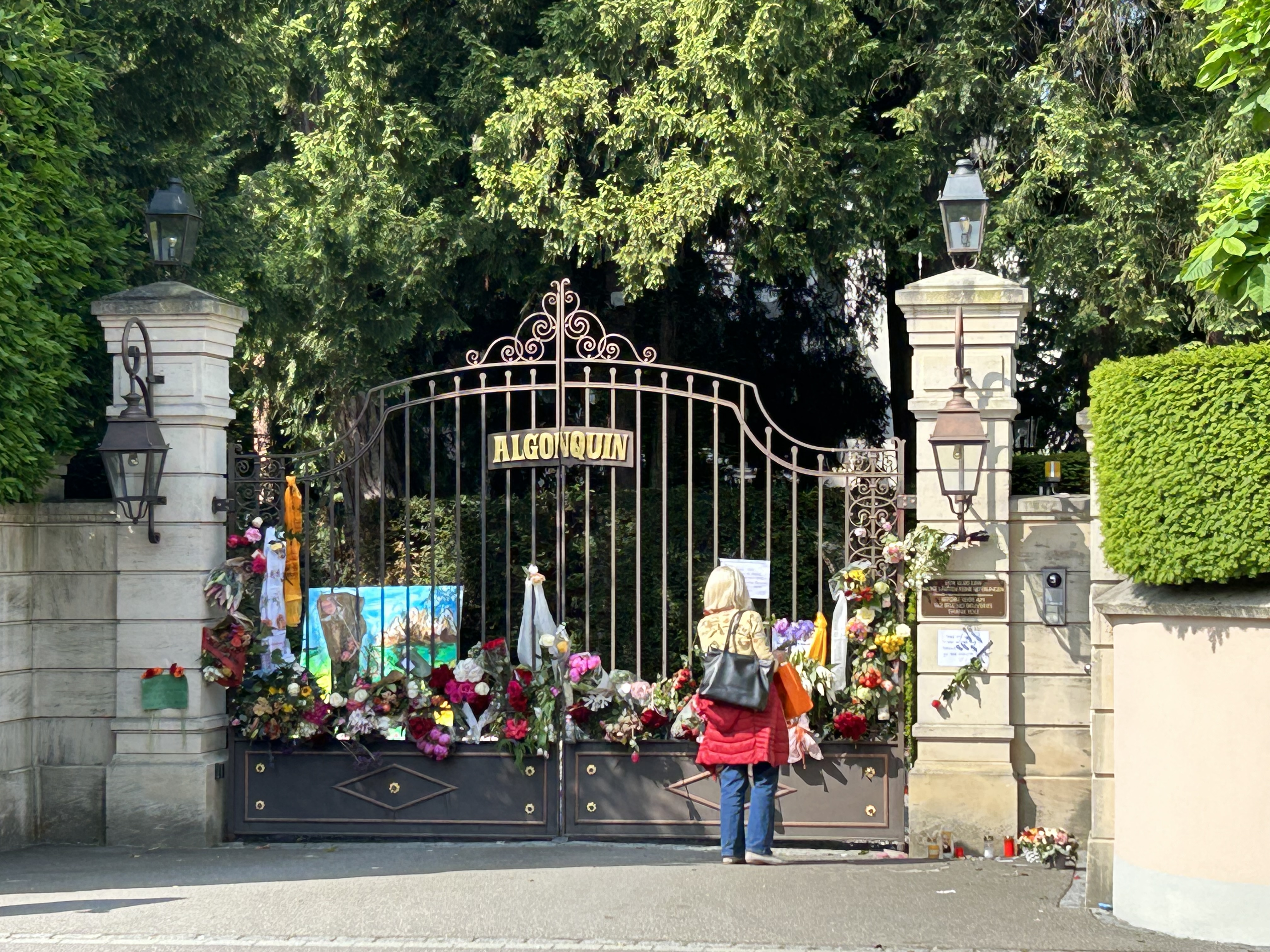
Beim Eingangstor zur Villa Algonquin, Tina Turners letztem Wohnort, wurden nach ihrem Tod Blumen niedergelegt. (2023)

Mit der Veröffentlichung ihrer zweiten Autobiographie (My Love Story) im Oktober 2018 wurde bekannt, dass Turner an Darmkrebs erkrankt war und einen Schlaganfall erlitten hatte. In den 1970er Jahren war bei ihr Bluthochdruck diagnostiziert worden, den sie anschließend über mehrere Jahrzehnte nicht behandelte, was zu Organschäden führte. Nachdem sie sich anstelle einer konventionellen Medikation zur Einstellung des Bluthochdrucks einer homöopathischen Behandlung unterzog, verschlechterten sich ihre Nierenwerte. Die lebensbedrohende Situation erforderte eine regelmäßige Dialyse. 2017 konnte diese dank einer Nierenspende ihres Mannes beendet werden.
Tina Turner starb am 24. Mai 2023 nach langer Krankheit im Alter von 83 Jahren in Küsnacht.

## Diskografie
Studioalben

| Jahr | Titel                      | Höchstplatzierung, Gesamtwochen, AuszeichnungChartplatzierungen (Jahr, Titel, Platzierungen, Wochen, Auszeichnungen, Anmerkungen) | Höchstplatzierung, Gesamtwochen, AuszeichnungChartplatzierungen (Jahr, Titel, Platzierungen, Wochen, Auszeichnungen, Anmerkungen) | Höchstplatzierung, Gesamtwochen, AuszeichnungChartplatzierungen (Jahr, Titel, Platzierungen, Wochen, Auszeichnungen, Anmerkungen) | Höchstplatzierung, Gesamtwochen, AuszeichnungChartplatzierungen (Jahr, Titel, Platzierungen, Wochen, Auszeichnungen, Anmerkungen) | Höchstplatzierung, Gesamtwochen, AuszeichnungChartplatzierungen (Jahr, Titel, Platzierungen, Wochen, Auszeichnungen, Anmerkungen) | Anmerkungen                                                    |
| Jahr | Titel                      | DE | AT | CH | UK | US | Anmerkungen                                                    |
| ---- | -------------------------- | --- | --- | --- | --- | --- | -------------------------------------------------------------- |
| 1974 | Tina Turns the Country On! | — | — | — | — | — | Erstveröffentlichung: August 1974                              |
| 1975 | Acid Queen                 | — | — | — | — | US155 (5 Wo.)US | Erstveröffentlichung: August 1975                              |
| 1978 | Rough                      | — | — | — | — | — | Erstveröffentlichung: September 1978                           |
| 1979 | Love Explosion             | — | — | — | — | — | Erstveröffentlichung: 6. März 1979                             |
| 1984 | Private Dancer             | DE2 ×3Dreifachplatin · (95 Wo.)DE                                                                                                 | AT1 ×2Doppelplatin · (57 Wo.)AT                                                                                                   | CH3 ×2Doppelplatin · (91 Wo.)CH                                                                                                   | UK2 ×3Dreifachplatin · (150 Wo.)UK                                                                                                | US3 ×5Fünffachplatin · (106 Wo.)US                                                                                                | Erstveröffentlichung: 29. Mai 1984 Verkäufe: + 20.000.000      |
| 1986 | Break Every Rule           | DE1 ×2Doppelplatin · (62 Wo.)DE                                                                                                   | AT2 ×2Doppelplatin · (51 Wo.)AT                                                                                                   | CH1 ×2Doppelplatin · (42 Wo.)CH                                                                                                   | UK2 Platin · (49 Wo.)UK | US4 Platin · (52 Wo.)US | Erstveröffentlichung: 5. September 1986 Verkäufe: + 12.000.000 |
| 1989 | Foreign Affair             | DE1 ×2Doppelplatin · (66 Wo.)DE                                                                                                   | AT1 ×3Dreifachplatin · (54 Wo.)AT                                                                                                 | CH1 ×4Vierfachplatin · (54 Wo.)CH                                                                                                 | UK1 ×5Fünffachplatin · (82 Wo.)UK                                                                                                 | US31 Gold · (21 Wo.)US | Erstveröffentlichung: 12. September 1989 Verkäufe: + 9.000.000 |
| 1996 | Wildest Dreams             | DE2 Platin · (45 Wo.)DE | AT2 Platin · (38 Wo.)AT | CH1 Platin · (30 Wo.)CH | UK4 ×2Doppelplatin · (43 Wo.)UK                                                                                                   | US61 (27 Wo.)US | Erstveröffentlichung: 29. März 1996 Verkäufe: + 6.000.000      |
| 1999 | Twenty Four Seven          | DE3 ×3Dreifachgold · (31 Wo.)DE                                                                                                   | AT5 Gold · (13 Wo.)AT | CH1 Platin · (22 Wo.)CH | UK9 Platin · (21 Wo.)UK | US21 Gold · (16 Wo.)US | Erstveröffentlichung: 28. Oktober 1999 Verkäufe: + 3.000.000   |

grau schraffiert: keine Chartdaten aus diesem Jahr verfügbar

## Filmografie
- 1971: Ike & Tina Turner – Live in ’71
- 1975: Tommy – Rock-Oper von The Who
- 1979: Wild Lady of Rock
- 1982: Nice and Rough Live
- 1984: Private Dancer
- 1985: Private Dancer Tour
- 1985: Mad Max – Jenseits der Donnerkuppel
- 1987: What You See Is What You Get
- 1987: Break Every Rule
- 1988: In Rio ’88
- 1990: Tina Live in Barcelona (Do You Want Some Action?)
- 1990: Foreign Affair
- 1991: Simply the Best – The Video Collection
- 1993: Tina – What’s Love Got to Do with It? – Verfilmung ihrer Biografie, mit Angela Bassett
- 1993: Last Action Hero
- 1993: The Girl from Nutbush
- 1993: What’s Love Got to Do with It – Film
- 1994: What’s Love? Live!
- 1996: Wildest Dreams Tour Live in Amsterdam
- 1997: Tina Turner Behind the Dreams
- 1999: VH1 Diva’s Live
- 1999: Ally McBeal 3x14
- 2000: Celebrate! – The Best from Tina Turner (Birthday Concert)
- 2000: One Last Time Live in Concert Wembley-Stadion
- 2005: All the Best – The Live Collection
- 2009: Tina Live 2009 (GelreDome)
- 2021: Tina (Dokumentarfilm)[46]

## Auszeichnungen und Ehrungen

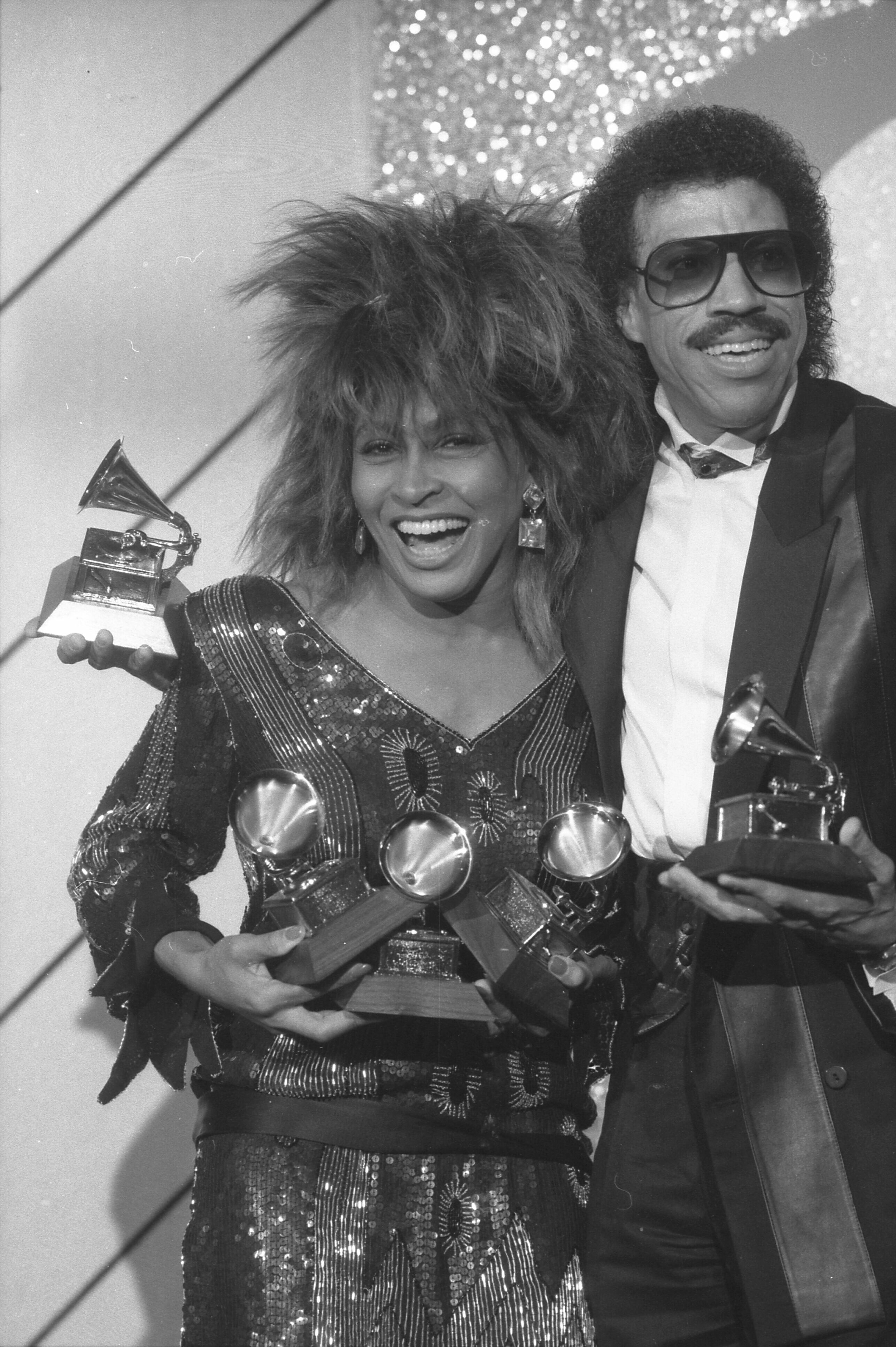
Turner mit Lionel Richie bei den Grammy Awards 1985

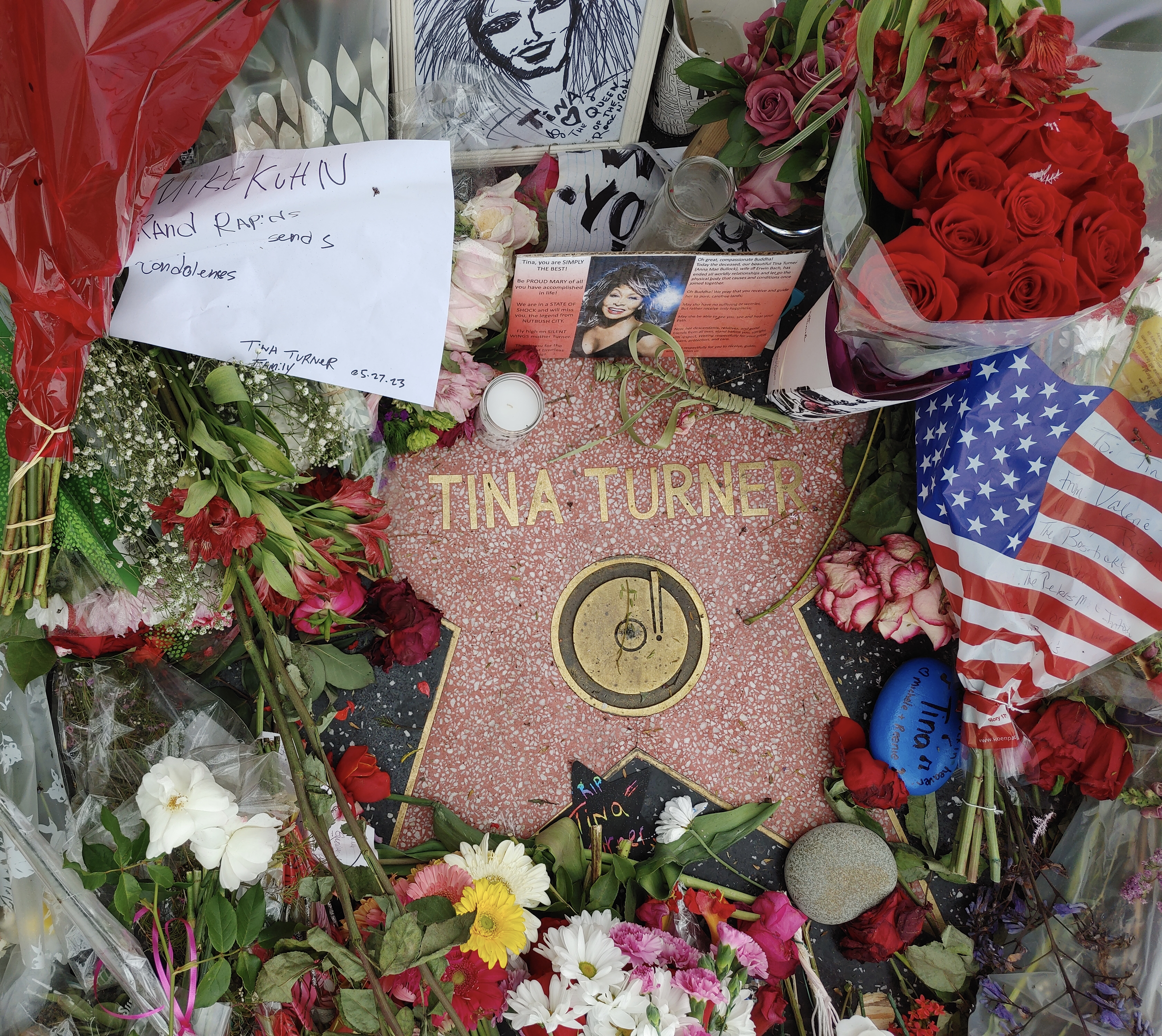
Turners Stern auf dem Hollywood Walk of Fame, 28. Mai 2023

Als Solokünstlerin mit über 180 Millionen verkauften Tonträgern wurde Tina Turner zur „Queen of Rock ’n’ Roll“. Der Rolling Stone listete Turner auf Platz 63 der 100 größten Musiker sowie auf Rang 17 der 100 größten Sänger aller Zeiten.
- 1972: Grammy Award for Best R&B Performance by a Duo or Group with Vocal mit dem Song Proud Mary
- 1985: Grammy Award 4-mal in den Kategorien:
  - Record of the Year und Best Female Pop Vocal Performance mit dem Song What’s Love Got to Do with It
  - Best Female Rock Vocal Performance mit dem Song Better Be Good to Me
  - Best Female R&B Vocal Performance mit dem Song Let’s Stay Together
  - Best Female Rock Vocal Performance mit dem Song One of the Living
- 1985: MTV Video Music Awards 3-mal in den Kategorien
  - Best Female Video mit dem Song What’s Love Got to Do with It
  - Best Stage Performance mit dem Song Better Be Good to Me
  - Best Choreography mit dem Song Private Dancer
- 1986: Best Stage Performance in a Video mit dem Song It’s Only Love (im Duett mit Bryan Adams)
- 1986: Auszeichnung auf dem Hollywood Walk of Fame
- 1987: Grammy Award for Best Female Rock Vocal Performance mit dem Song Back Where You Started
- 1989: Grammy Award for Best Female Rock Vocal Performance mit dem Live-Album Tina Live in Europe
- 1991: Aufnahme in die Rock and Roll Hall of Fame zusammen mit ihrem Ex-Ehemann Ike, der noch nicht aus dem Gefängnis entlassen war
- 1991: World Music Awards: Auszeichnung für Outstanding Contribution to Music
- 1995: World Music Awards: Auszeichnung mit The Legend Award
- 2005: Auszeichnung mit dem Kennedy-Preis
- 2008: Grammy Award for Album of the Year mit dem Album River: The Joni Letters von Herbie Hancock, auf dem Tina Turner den Song Edith and the Kingpin sang
- 2010: Auszeichnung mit dem SwissAward in der Kategorie „Show“
- 2021: Ehrendoktorwürde der Universität Bern[52]
- 2021: Aufnahme in die Rock and Roll Hall of Fame als Einzelkünstlerin

## Würdigung

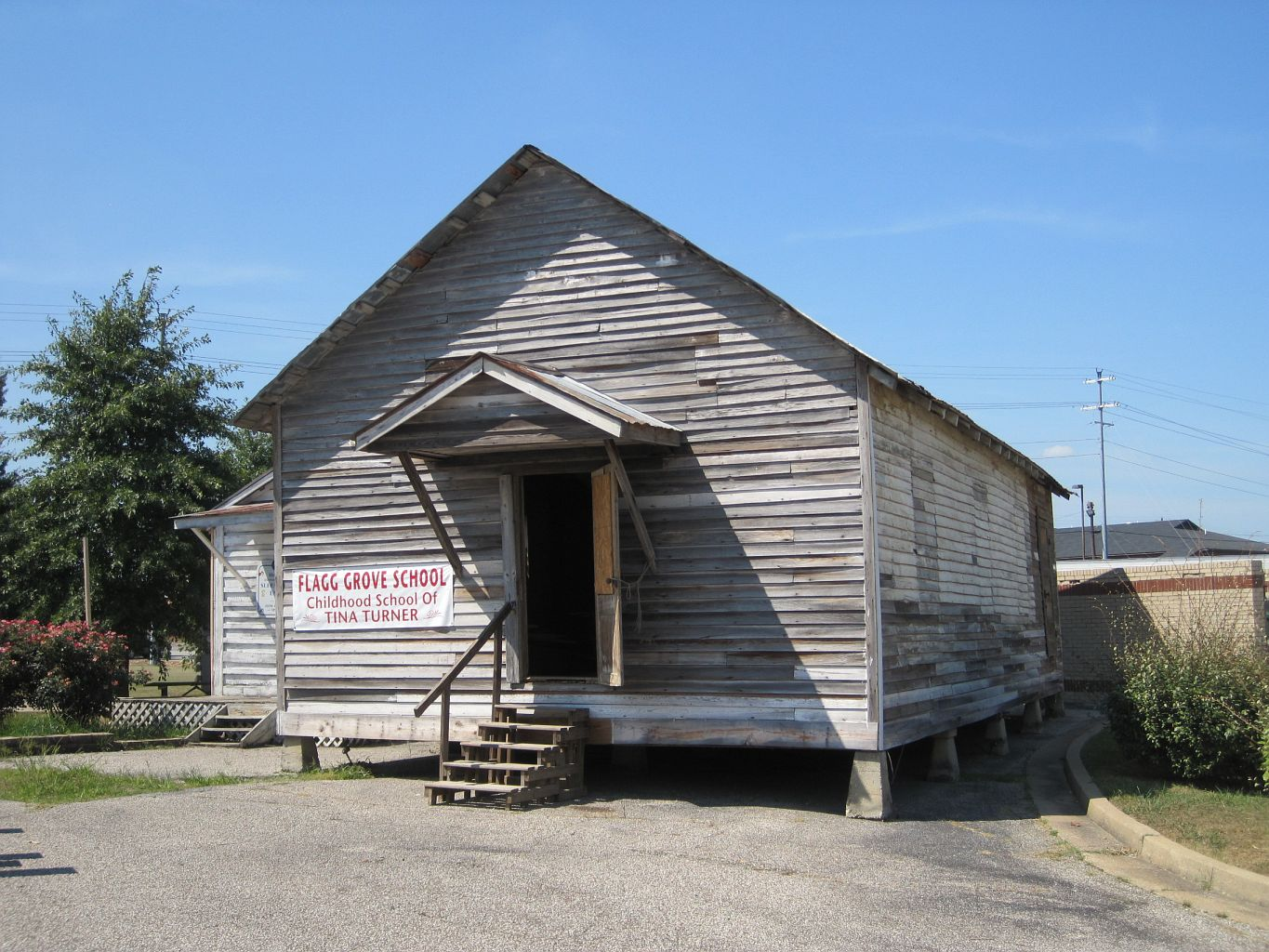
Das Gebäude der Flagg Grove School 2013 während der Renovierung

Die von Turner als Kind besuchte Einklassenschule Flagg Grove School in Nutbush sollte wegen Baufälligkeit abgerissen werden. Um das zu verhindern, sammelten Fans Geld und transportierten das Gebäude mit einem Tieflader auf das Gelände des Museums für die Kultur von West-Tennessee in Brownsville. Nach der vollständigen Renovierung wurde dort am 26. September 2014 ein Tina-Turner-Museum eröffnet.

### Autobiographien
- mit Kurt Loder: Ich, Tina – Mein Leben. Goldmann, München 1986, ISBN 3-442-30078-9.
- mit Dominik Wichmann und Deborah Davis: My Love Story – Tina Turner – Die Autobiografie. Penguin Verlag, München 2018, ISBN 978-3-328-60059-6.
- That’s my life. The Tina Turner Birthday Collectible. Looping Group, 2019, ISBN 978-3-9821388-0-0.[57]
- Happiness: Mein spiritueller Weg. Übersetzung von Bernhard Kleinschmidt. Knaur Balance, Düsseldorf 2020, ISBN 978-3-426-67597-7.

### Biographien
- Bart Mills: Tina Turner. Vom Country-Girl zur Rock-Lady. Droemer Knaur, Düsseldorf 1985, ISBN 3-426-02346-6.
- Karin Aderhold: Tina Turner. Ravensburger Buchverlag, Ravensburg 1991, ISBN 3-473-54082-X.
- Angela Schöneck: Tina Turner. Queen of Rock. Econ, Düsseldorf 1996, ISBN 3-612-12018-2.
- Eddy Hampton Armani: The Real T. My 22 Years with Tina Turner. Blake Publishing, London 1998, ISBN 1-85782-183-1 (englisch).
- Mark Bego: Tina Turner – Die Biografie. Hannibal Verlag, Höfen 2009, ISBN 978-3-85445-310-9 (Originalausgabe: Tina Turner: The Biography).
- Tina Turner im Munzinger-Archiv (Artikelanfang frei abrufbar) (Munzinger Pop).
- Tina Turner im Munzinger-Archiv (Artikelanfang frei abrufbar) (Munzinger Personen).